# Parvoscincus abstrusus
Espèce
Parvoscincus abstrusus est une espèce de sauriens de la famille des Scincidae.

## Répartition
Cette espèce est endémique des Philippines. Elle se rencontre sur les monts Isarog, Malinao, Labo et Makiling à Luçon et à Polillo.

## Description
Parvoscincus abstrusus mesure de 32 à 45 mm.

## Publication originale
Linkem & Brown, 2013 : Systematic revision of the Parvoscincus decipiens (Boulenger, 1894) complex of Philippine forest skinks (Squamata: Scincidae: Lygosominae) with descriptions of seven new species. Zootaxa, no 3700 (4), p. 501–533.